# Erdélyi Miklós (labdarúgó)
Erdélyi Miklós (Debrecen, 1981. március 30. –) magyar labdarúgó, jelenleg a DVSC-DEAC játékosa és a DVSC kapusedzője.

## Pályafutása
Debrecenben kezdte pályafutását, ahol mind a serdülő, az ifi, és a felnőtt Debreceni VSC csapat tagja volt, de miután az "A" csapatban nem kapott játéklehetőséget, így leigazolta őt az MTK Hungária FC, de itt nem is lépett pályára bajnokin a fővárosi csapatban. Majd alsóbb osztályú csapatokban próbálkozott (Százhalombatta, Kecskemét, Hévíz) ezután pedig megint kipróbálta magát az első osztályban (Budapest Honvéd FC, Lombard-Pápa TFC, Nyíregyháza Spartacus), de egyik csapatnál sem volt első számú kapus. A 2011-12-es szezonban Nenad Novaković sérülése után 5 mérkőzésen a kispadon foglalt helyet a veretlenül bajnokságot nyert DVSC csapatában.